# セラピス・ベイ
セラピス・ベイ（Serapis Bey、ときにSerapisとも表記）は、ヘレナ・P・ブラヴァツキーに始まる近代神智学で、信奉者たちを導く古代の知恵の大師（Masters of the Ancient Wisdom）の一人とみなされる存在である。チベットにあるという霊的指導者たちの秘密結社・大白色同胞団（グレート・ホワイト・ブラザーフッド）の一員とみなされている。
神智学協会から分派したアルケイン・スクールのアリス・ベイリーは、オカルティズムの概念である七光線のうち、セラピス・ベイは第四光線を司るとしている。
神智学協会のチャールズ・ウェブスター・リードビーターは、ヘンリー・スティール・オルコットがモリヤと面会できなかった時に、セラピス・ベイからオカルトの訓練を受けたと書いた 。神智学協会設立のため、ヘレナ・P・ブラヴァツキーを補佐するようセラピスがオルコットに薦めたという一連の手紙が、「知恵の大師たちからの手紙」として出版されている。
セラピス・ベイは、アトランティス破壊の時にエジプトに渡った「聖なる炎の寺院」の高位聖職者と考えられている。また、古代エジプトのファラオ・アメンホテプ3世（アメン神のためルクソールに神殿を建てた）やアケメネス朝ペルシアのクセルクセス1世によるギリシア侵攻からテルモピュレの通路を守り、紀元前480年に殺害されたスパルタのレオニダス1世として現れたと信じられている。
セラピス・ベイは、近代神智学の信奉者たちによって、古代エジプトのセラピス神と同一視された。

## 参照
1. ↑  Source of Image of Serapis Bey shown above distributed by ZakaiRan and painted by New Age Artist Peter Fich Christiansen
2. ↑  Bailey, Alice A,  A Treatise on Cosmic Fire (Section Three - Division A - Certain Basic Statements), 1932, Lucis Trust. 1925, p 1237
3. ↑  Leadbeater, C.W. The Masters and the Path Adyar, Madras, India: 1925. The Theosophical Publishing House. page 238
4. ↑  Letters from the Masters of the Wisdom transcribed and annotated by C. Jinarajadasa, 2nd Series. Chicago, Illinois: The Theosophical Press, 1926
5. ↑  Prophet, Mark L. and Elizabeth Clare  Lords of the Seven Rays Livingston, Montana, U.S.A.:1986 -Summit University Page 149
6. ↑  Prophet, Mark L. and Elizabeth Clare  Lords of the Seven Rays Livingston, Montana, U.S.A.:1986 -Summit University Page 153
7. ↑  Prophet, Mark L. and Elizabeth Clare  Lords of the Seven Rays Livingston, Montana, U.S.A.:1986 -Summit University Page 150
8. ↑  Prophet, Mark L. and Elizabeth Clare  Lords of the Seven Rays Livingston, Montana, U.S.A.:1986 -Summit University Page 156